# مقاطعة كالوواي (كنتاكي)
مقاطعة كالوواي (بالإنجليزية: Calloway County)‏ هي إحدى المقاطعات في ولاية كنتاكي في الولايات المتحدة الأمريكية.